# Горин, Евгений Иванович
Евгений Иванович Горин (1927 — 25 декабря 1977, Раменское, Московская область) — советский хоккеист, нападающий. Футболист, судья.

## Биография
С 1946 года играл за футбольный клуб «Красное знамя» Раменское в турнирах КФК. В сезонах 1950/51 — 1952/53 выступал за «Спартак» Минск в чемпионате СССР по хоккею с шайбой. Вернувшись в Раменское, с конца 1954 стал играть за новообразованную хоккейную команду механического завода. В сезонах 1955/56 — 1957/58 — игрок хоккейного клуба «Крылья Советов» Раменское в чемпионате РСФСР и классе «Б», а также игрок одноимённого футбольного клуба в КФК (1956—1957).
Работал футбольным судьёй.